# LOVE IS PAIN
「LOVE IS PAIN」（ラブ・イズ・ペイン）は、水原由貴の唯一のソロシングル。

## 概要
PAMELAHのボーカル、水原由貴のソロ・マキシシングル。その後には、ミニアルバムを発売する予定だったが中止になった。

## 収録曲
1. LOVE IS PAIN
作詞：水原由貴　作曲：後藤康二　編曲：大島康祐
2. 自由に逢えない2人
作詞：水原由貴　作曲：多々納好夫　編曲：池田大介
3. SWEET NIGHT SWEET KISS
作詞：水原由貴　作曲：呉地マサキ　編曲：徳永暁人

## 収録アルバム
- complete of PAMELAH at the BEING studio（#1、LOVE IS PAINを収録）